# Kathrine Switzer
Kathrine Virginia "Kathy" Switzer (Amberg, Alemania, 5 de enero de 1947) es una escritora, comentarista de televisión y atleta estadounidense, más conocida por ser la primera mujer en correr una maratón (la Maratón de Boston) con un dorsal.

## Maratón de Boston de 1967
Fue la primera mujer en correr una maratón con dorsal. En la Maratón de Boston de 1967, prueba que solo disputaban hombres, Kathrine Switzer logró, inscribiéndose como KV Switzer, partir de la línea de meta con el dorsal 261 y cruzar la línea final 4 horas y 20 minutos después de haber recorrido 42 kilómetros y 195 metros.

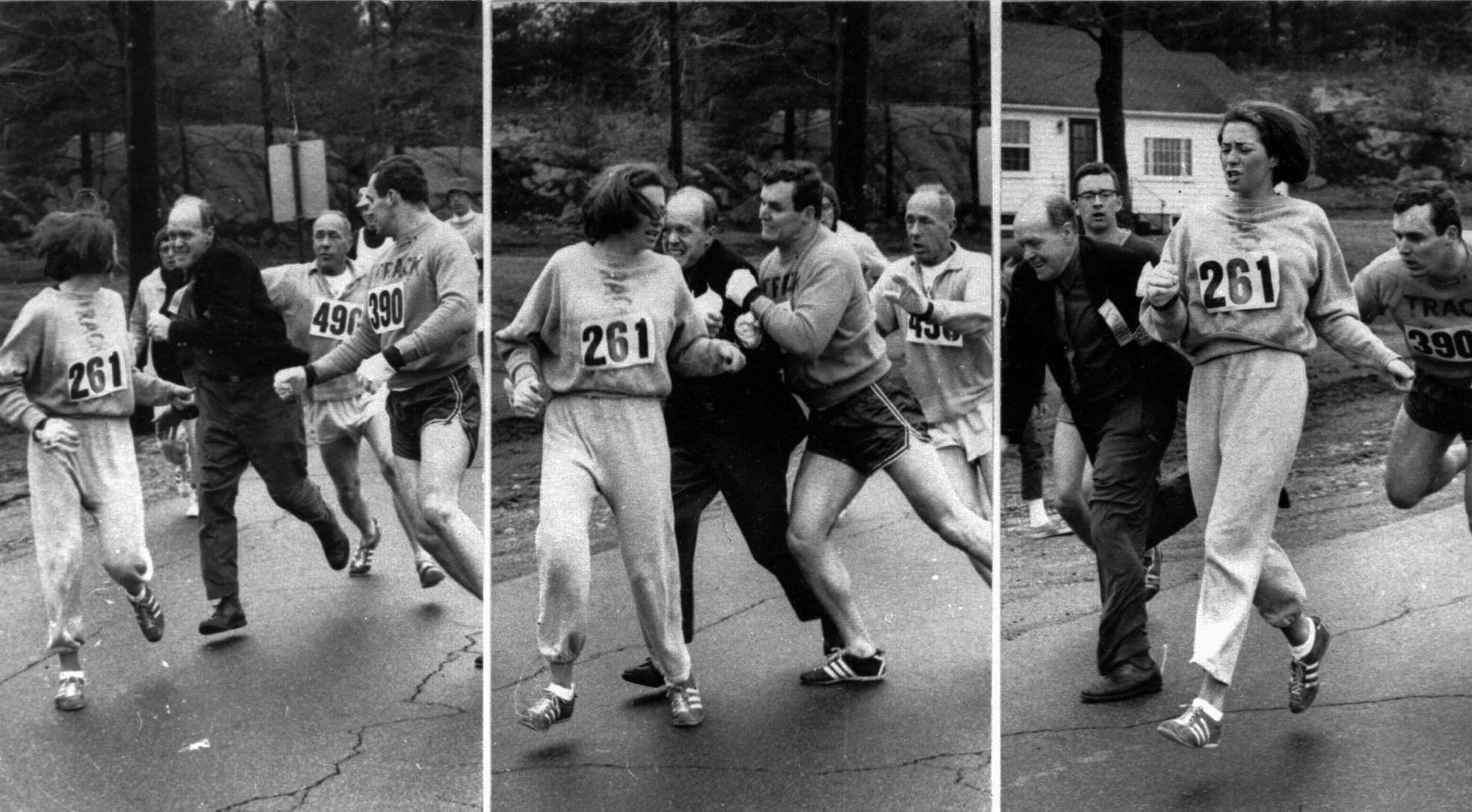
Momento en que Kathrine Switzer es abordada por Jock Semple para arrancarla el dorsal 261 y sacarla de la Maratón de Boston de 1967.

En el transcurso de la carrera, Jock Semple, oficial de carrera de la Maratón de Boston, detectando que Kathrine Switzer era, efectivamente, una mujer, intentó detenerla. Salió detrás de ella y le gritó: "¡Sal de mi carrera y devuélveme el dorsal!", al tiempo que la sujetaba de los hombros intentando sacarla y arrancarle el dorsal. Pero la colaboración de su entrenador, del que llegó de la mano hasta la meta y que fue derribado al suelo por Semple, y de su novio Tom Miller, que también participaba en la maratón y que consiguió hacer un placaje al agresor, impidió que la corredora, que entonces tenía 20 años, fuera retirada de la competición.
Aunque el reglamento de la maratón no hacía referencia a si las mujeres podían o no participar, porque no se especificaba el sexo, se daba por hecho que ninguna lo iba a hacer. Bobbi Gibb, otra mujer que también corrió la Maratón de Bostón de 1967 (pero sin dorsal), había intentado inscribirse oficialmente un año antes, en 1966, pero tampoco lo consiguió. El director de carrera Will Cloney rechazó su solicitud de llevar dorsal alegando que las mujeres no estaban dotadas físicamente para correr esta prueba. Gibb fue la primera mujer en acabar la Maratón de Boston de 1966 por delante de más de 290 de los 415 corredores inscritos. También aquella vez corrió sin dorsal.
El intento de detención de la corredora se produjo justo delante del autobús de prensa, por lo que fue ampliamente fotografiado. Las imágenes se difundieron en los medios de comunicación, convirtiendo el dorsal 261 en un símbolo de la igualdad en el deporte.
En 1972, cinco años después del suceso protagonizado por Switzer, se permitió oficialmente la participación de las mujeres en la Maratón de Boston.
Jock Semple justificó su actitud con Kathrine Switzer alegando que las reglas amateurs prohibían que las mujeres compitieran más de 1,5 millas (2,4 km).  Años más tarde, y una vez aprobada la regla que permitía expresamente la participación femenina, cambió de postura y se reconcilió públicamente con la corredora, hasta el punto de hacerse amigos, tal y como afirmó  Switzer al periodista Chris Greenburg en 2015.

### Otros logros
Fue una de las corredoras que elevó el nivel del atletismo femenino en los setenta. Kathrine Switzer ganó la Maratón de Nueva York femenina de 1974 y quedó segunda en 1975, donde logró su mejor marca con un tiempo de 2 horas, 51 minutos y 37 segundos. 
Su activismo la llevó a impulsar una serie de carreras exclusivas para mujeres en todo el mundo y fue también una de las personas que más trabajó para que el COI incluyera la maratón femenina en el programa olímpico, que no se produjo hasta Los Angeles 1984.
Switzer es también la fundadora de 261 Fearless (261 Sin miedo), una fundación dedicada a crear oportunidades para las mujeres en todos los frentes,y que hace mención al número de dorsal que llevó en la Maratón de Bostón de 1967.